# Agrodiaetus zeituna
Agrodiaetus zeituna är en fjärilsart som beskrevs av Forster 1960. Agrodiaetus zeituna ingår i släktet Agrodiaetus och familjen juvelvingar. Inga underarter finns listade i Catalogue of Life.